# Ami Koshimizu

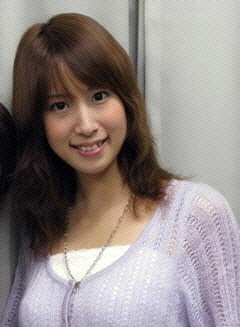
Ami Koshimizu (2008)

Ami Koshimizu (jap. 小清水 亜美, Koshimizu Ami; * 15. Februar 1986 in Kokubunji, Präfektur Tokio) ist eine japanische Synchronsprecherin (Seiyū), Theater-Schauspielerin und Sängerin.

## Leben
Ami Koshimizu hat schon in zahlreichen Anime-Produktionen  mitgewirkt. Zu ihren bekanntesten Sprechrollen zählen die der Highschool-Schülerin Tenma Tsukamoto in der Schul-Comedy-Anime-Serie School Rumble, die der Wolfsgöttin Horo in der Anime-Serie Spice & Wolf, der Kallen Stadtfeld in der Anime-Serie Code Geass: Leouche of Rebellion und der Ryuko Matoi in der Anime-Serie Kill la Kill. Für diese Rolle wurde sie 2007 mit dem Seiyuu Award ausgezeichnet. Nebenbei ist sie auch als Theater-Schauspielerin und Sängerin tätig.

## Filmografie (Auswahl)
- 2003: Ashita no Nadja (Nadja Applefield)
- 2003: Gunslinger Girl (Claes)
- 2004: School Rumble (Tenma Tsukamoto)
- 2004: Futakoi (Sumireko Ichijō)
- 2004: Pretty Cure (Anime) (Natsuko Koshino)
- 2005: Onegai My Melody (Miki Sakurazuka)
- 2005: Eureka Seven (Anemone)
- 2005: Mai Otome (Nina Wáng)
- 2006: Kamisama Kazoku (Tenko)
- 2006: Kujibiki Unbalance (Ritsuko Kübel Kettenkrad)
- 2006: Code Geass – Hangyaku no Lelouch (Kallen Stadtfeld)
- 2007: Kimikiss Pure Rouge (Yūmi Hoshino)
- 2007: Myself; Yourself (Nanaka Yatsushiro)
- 2007: AIKa R-16: Virgin Mission (Aika Sumeragi)
- 2009: Spice and Wolf (Holo)
- 2008: Strike Witches (Charlotte E. Yeager)
- 2008: Magician's Academy (Takuto Hasegawa)
- 2009: Rosen unter Marias Obhut (Kanako Hosokawa)
- 2009: Umineko no Naku Koro ni (Rosa Ushiromiya)
- 2009: The Girl Who Leapt Through Space (Mintao)
- 2009: Spice and Wolf II (Holo)
- 2009: AIKa Zero (Aika Sumeragi)
- 2009: Chrome Shelled Regios (Shante Laite)
- 2009: Saki (Nodoka Haramura)
- 2009: Sora no Manimani (Fumie Kotozuka)
- 2009: Tegami Bachi (Aria Link)
- 2010: Omamori Himari (Himari Noihara)
- 2010: Ladies versus Butlers! (Sanae Shikikagami)
- 2011: Rio – Rainbow Gate! (Irina Tachibana)
- 2011: The World God Only Knows (Kusunoki Kasuga)
- 2013: Maoyū Maō Yūsha (Mao)
- 2013: Kill la Kill (Ryuko Matoi)
- 2014: Sailor Moon Crystal (Makoto Kino / Sailor Jupiter)
- 2015: Gangsta. (Constance Raveau)
- 2017: My Hero Academia (Sirius)
- 2023: Die Tagebücher der Apothekerin (Pairin)
- 2024: Spice and Wolf: Merchant Meets the Wise Wolf (Holo)